# NGC 4962
NGC 4962 est une vaste galaxie elliptique située dans la constellation de la Chevelure de Bérénice. Sa vitesse par rapport au fond diffus cosmologique est de 6 181 ± 19 km/s, ce qui correspond à une distance de Hubble de 91,2 ± 6,4 Mpc (∼297 millions d'al). NGC 4962 a été découverte par l'astronome germano-britannique William Herschel en 1785. Cette galaxie a aussi été observée par Herschel le mois suivant 11 avril et il ne s'est pas rendu compte qu'il l'avait déjà observée. Cette observation a été inscrite au catalogue NGC sous la désignation NGC 4952.
Selon la base de données Simbad, NGC 4952 est une galaxie LINER, c'est-à-dire une galaxie dont le noyau présente un spectre d'émission caractérisé par de larges raies d'atomes faiblement ionisés.
À ce jour, trois mesures non basées sur le décalage vers le rouge (redshift) donnent une distance de 101,267 ± 8,821 Mpc (∼330 millions d'al), ce qui est tout l'intérieur des valeurs de la distance de Hubble. Notons cependant que c'est avec la valeur moyenne des mesures indépendantes, lorsqu'elles existent, que la base de données NASA/IPAC calcule le diamètre d'une galaxie et qu'en conséquence le diamètre de NGC 4962 pourrait être d'environ 47,2 kpc (∼154 000 al) si on utilisait la distance de Hubble pour le calculer.

## Groupe de NGC 4921
Selon un article publié en 1998 par Abraham Mahtessian, NGC 4952 (=NGC 4962) fait partie du groupe de NGC 4921. Ce groupe comprend au moins quatre membres. Les autres galaxies du groupe sont NGC 4921 , NGC 5000 et 1360+2827, une abréviation employée par Mahtessian pour la galaxie CGCG 13606.5+2827 (UGC 8229).
D'autre part, il est assez étonnant que la galaxie NGC 4923 n'apparaisse pas dans la liste de Mahtessian. Elle est en effet voisine de NGC 4921 et elle est à la même distance de Hubble que celle-ci.